# 1900 en Hongrie
Cet article présente les faits marquants de l’année 1900 en Hongrie.

## Décès
- 1er mai : Mihály Munkácsy, peintre hongrois (° 20 février 1844).